# ハンガリー人の一覧
ここでは、現在のハンガリー領および第一次世界大戦以前のハンガリー領の出身者や、ハンガリー国外で活躍するハンガリー系の有名人を出自別に一覧する。出身別に一覧されるため、民族的にハンガリー人（マジャル人）ではない者も多く含まれる。
活躍分野別の一覧は、Category:ハンガリーの人物 (職業別)を参照。
ハンガリー人の人名は通常、姓-名の順序で表記するが、英語などの文献では名-姓の順に倒置して表記する場合が多く、日本語においても表記にゆらぎがある。

## 現在のハンガリー領

### ア行
- アグテレキ・ベーラ - 軍人
- アッポニ・アルベルト - 政治家
- アンヌシュ・アドリアーン（アドリアン・アヌシュ） - ハンマー投げ選手
- アーブラーニ・コルネール - 作曲家・ピアニスト・音楽史家
- アラニ・ヤーノシュ - 作家
- アルベルト・フローリアーン（フロリアン・アルベルト） - サッカー選手
- アンダ・ゲーザ - ピアニスト
- アンタッル・ヨージェフ - 政治家
- アンドラーッシ・ジュラ（アンドラーシ・ジュラ） - 政治家
  - アンドラーッシ・ジュラ2世 - 政治家
- イシュトヴァーン1世 - キリスト教を導入したハンガリー王国国王。
- イムレーディ・ベーラ - 政治家
- ヴァーシャーリ・タマーシュ
- ヴィドフスキ・ラースロー（ラースロー・ヴィドツキー）
- ヴェケルレ・シャーンドル - 政治家
- エステルハージ・ペーテル - 作家
- エステルハージ・モーリツ - 政治家
- エトヴェシュ家
  - エトヴェシュ・ヨージェフ - 政治家
  - エトヴェシュ・ロラーンド（ローラント・フォン・エトヴェシュ） - 物理学者
- エトヴェシュ・ペーテル（ペーテル・エトヴェシュ） - 音楽家
- エーネイ・モニカ - モデル
- エルケル・フェレンツ - 作曲家
- エルデーディ家 - 貴族
- オルツィ男爵家
  - バロネス・オルツィ（オルツィ・エンムシュカ） - 作家。『隅の老人の事件簿』、『紅はこべ』など
- オルバーン・ヴィクトル - 政治家

### カ行
- カズィンツィ・フェレンツ
- カーダール・ヤーノシュ - 政治家
- カーッライ・ミクローシュ - 政治家
- カーッライ・ジュラ - 政治家
- ガーボル・ペーテル - 軍人、政治家
- カマラーシュ・マーテー - 歌手、ミュージカル俳優
- カリンティ・フリジェシュ - 作家、劇作家、詩人、ジャーナリスト、翻訳家
- カリンティ・フェレンツ
- カーロイ・ジュラ - 政治家
- カーロイ・イシュトヴァーン - 政治家
- カーロイ・ミハーイ - 政治家
- カーロリ・アンタル （英語版） - 彫刻家
- クーエン＝ヘーデルヴァーリ家 - 貴族
- クーエン・ヘーデルヴァーリ・カーロイ - 政治家
- イーゴリ・グラーバリ - 画家。帝政ロシアおよびソ連邦時代に活躍していた
- クラプカ・ジェルジュ
- クリシュトーフ・アーゴタ（アゴタ・クリストフ） - フランス語作家
- グロース・カーロイ
- ケーセギ・ヘンリク
- ゲルゲイ・アルトゥール
- ケルチェイ・フェレンツ
- ゲレー・エルネー - 政治家
- ゲンベシュ・ジュラ - 政治家
- コダーイ・ゾルターン - 作曲家
- コチシュ・シャーンドル - サッカー選手
- ゾルターン・コチシュ - ピアニスト
- エルヴィーン・グイード・コルベンハイアー - 作家
- コロシ・チャバ - 外交官、第77代国際連合総会議長[1]
- コンドル・ベーラ - 画家

### サ行
- アントン・ザイドル - 指揮者
- サカシッチ・アールパード - 政治家
- サパーリ・ジュラ - 政治家
- ガボール・ザボ - ギタリスト
- ゾルターン・サボー - 数学者
- サーラシ・フェレンツ - ファシスト政治家。ウクライナ人
- ジチ家（貴族）
  - ジチ・ゲーザ - 左手のピアニスト
- シハー・アッティラ - ミュージシャン
- シモニ・カーロイ（チャールズ・シモニー）
- シモニ＝シェマダム・シャーンドル - 政治家
- シャーンドル・ジェルジ - ピアニスト
- シラーディ・ゾルターン - 昆虫学者
- マールタ・シェベシュチェーン（英語版） - 歌手・作曲家。女優としても活動している
- シェベシュチェーン・ユーリア - 元フィギュアスケート選手
- リュドヴィート・シュトゥール - スロバキア語の言語学者。詩人や哲学者ならび政治家としても活動していた。オーストリア帝国時代のハンガリー地域出身の人物であった
- ジュルタ・ダニエル（ダニエル・ジュルタ） - 競泳選手
- ジュルチャーニ・フェレンツ - 政治家
- セーッル・カールマーン - 政治家
- セメレ・ベルタラン - 政治家
- ハンス・スワロフスキー - 指揮者
- セーチェニ家
  - セーチェニ・フェレンツ
    - セーチェニ・イシュトヴァーン（ウィーン出身） - 政治家
- マリア・セペス（英語版） - 小説家
- セント＝ジェルジ・アルベルト（アルベルト・セント＝ジェルジ） - 化学者
- セント＝ジェルジ・デジェー - 第二次世界大戦ハンガリーの撃墜王
- ゾルト・エルデイ（エルデイ・ジョルト） - ボクサー、シドニー五輪銅メダリスト、現世界チャンピオン
- ゾルト・バウムガルトナー - レーシングドライバー

### タ行
- ダラーニ・カールマーン - 政治家
- ダルニ・タマーシュ（タマス・ダルニュイ）
- タルマクシ・ガボール（ガボール・タルマクシ） - ロードレーサー。ロードレース世界選手権初のハンガリー人チャンピオン
- フランツ・フォン・ツァハ
- ツィッフラ・ジェルジ（ジョルジュ・シフラ） - ピアニスト。ロマ
- デアーク・フェレンツ
- ティサ・カールマーン - 政治家
  - ティサ・イシュトヴァーン - 政治家
  - ティサ・ラヨシュ - 政治家
- ディンニェーシュ・ラヨシュ - 政治家
- ティルディ・ゾルターン - 政治家
- ドビ・イシュトヴァーン - 政治家
- ドホナーニ・エルネー（エルンスト・フォン・ドホナーニ） - 作曲家、ピアニスト
  - クリストフ・フォン・ドホナーニ - 指揮者
  - ハンス・フォン・ドホナーニ（ハンス・フォン・ドナーニ） - 法学者・反ナチス活動家（ニュルンベルク法でユダヤ人）、ホロコースト犠牲者
    - クラウス・フォン・ドホナーニ（クラウス・フォン・ドナーニ） - ハンブルク市長

### ナ行
- ナーダシュ・ペーテル - 作家
- ナジ・イムレ（イムレ・ナジ） - 政治家
- ナジ・フェレンツ - 政治家
- アルトゥール・ニキシュ - 指揮者
- ニールエジハージ・エルヴィン（エルヴィン・ニレジハジ） - ピアニスト
- ネーメト・ミクローシュ (政治家) - 政治家
- ネーメト・ミクローシュ (陸上選手) - やり投げ選手

### ハ行
- バチャーニ・ヤーノシュ - 作家
- バッチャーニ家 - 貴族
  - バッチャーニ・カーズメール - 政治家
  - バッチャーニ・ラヨシュ - 政治家
- バートリ家 - 貴族
  - ステファン・バートリ（バートリ・イシュトヴァーン） - ポーランド国王
  - バートリ・エルジェーベト（エリーザベト・バートリ）
- バールドッシ・ラースロー - 政治家
- バルトス・イシュトヴァーン
- ハルマッタ・ヤーノシュ - 言語学者
- バーンク・バーン
- バーンフィ家 - 貴族
  - バーンフィ・デジェー - 政治家
- ヴェロニカ・ハルカ（英語版） - シンガーソングライター
- ヴィクトル・ヴァザルリ（ヴァーシャールヘイ・ヴィクトル） - 芸術家、フランス在住の画家。ハンガリー系フランス人
- フォック・イェネー - 政治家
- フサール・カーロイ - 政治家
- フリチャイ・フェレンツ（フェレンツ・フリッチャイ） - 指揮者
- フランツ・オチカイ（英語版） - 昆虫学者
- フリードリヒ・イシュトヴァーン - 政治家
- プシュカーシュ・フェレンツ（フェレンツ・プスカシュ） - サッカー選手
- プルスキ・フェレンツ
- ペイドル・ジュラ - 政治家
- ヘゲデューシュ・アンドラーシュ - 政治家
- ペテーフィ・シャーンドル - 作家
- ベトレン・イシュトヴァーン - 政治家
- ベネデク・ラースロー（ラズロ・ベネデク、ベネデック） - 映画監督
- ベネデク・ラヨシュ - 軍人
- ベリンケイ・デーネシュ - 政治家
- ペレーニ・ミクローシュ - チェリスト
- ゲオルギナ・ポータ(1985 - ) - 女子卓球選手、ブダペスト出身
- ホッスー・カティンカ(1989 - ) - 女子競泳選手（個人メドレー）、ペーチ出身、リオデジャネイロオリンピック等で金メダル多数獲得
- ホルティ・ミクローシュ - 軍人、政治家
- ホルン・ジュラ - 政治家
- ボロッシュ・ペーテル - 政治家

### マ行
- マードル・フェレンツ - 政治家
- マルギト (東ローマ皇后)
- 聖マルギト（聖マルギット）
- ミュンニヒ・フェレンツ - 政治家
- メッジェシ・ペーテル - 政治家

### ヤ行
- ヨーカイ・モール - 作家

### ラ行
- ラカトシュ・ゲーザ - 政治家
- ラカトシュ・ローベルト（ロビー・ラカトシュ） - ヴァイオリニスト。ロマ
- ラスロ・ボドロギ - 自転車競技選手
- ラーザール・ジェルジ - 政治家
- ラーンキ・デジェー（デジュー・ラーンキ）
- トム・ラントス - 政治家
- ルビク・エルネー（エルノー・ルービック） - ルービック・キューブの発明者
- レーヴェース・ゲーザ - 音楽学・心理学者
- レヒネル・エデン - 建築家
- ロヴァース・イレーヌ - 歌手
- ロージャ・シャーンドル - 義賊・盗賊（ベチャール）
- ロションツィ・パール - 政治家
- ローナイ・シャーンドル - 政治家

## 現在のハンガリー領出身のユダヤ系ハンガリー人
英語版のハンガリーのユダヤ人一覧も参照

### ア行
- アイベンシュッツ・イロナ - ソプラノ歌手
- アウエル・リポート（レオポルト・アウアー） - ヴァイオリン奏者。多くの名手を輩出
- モーシェ・アツモン - 指揮者
- アレクサンデル・フェレンツ（フランツ・アレクサンダー） - 心理学者
- ヴァイス・イシュトヴァーン・シャームエル（スティーヴン・サミュエル・ワイズ） - 改革派ラビ
- ヴァルガ・イェネー（エヴゲニー・ヴァルガ）
- ヴィグネル・パール・イェネー（ユージン・ポール・ヴィグナー） - 物理学者
- ヴィドル・カーロイ、チャールズ・ヴィダー
- ヴェイネル・レオー
- ヴェネツィアーネル・ラヨシュ （キリスト教徒）
- ウッルマン・イシュトヴァーン（スティーヴン・ウルマン） - 言語学者
- カロリーネ・ウンガー - ソプラノ歌手
- エルデーシュ・パール（ポール・エルデシュ）
- オラー・ジェルジ（ジョージ・オラー） - ノーベル賞
- オルマーンディ・イェネー（ユージン・オーマンディ） - 指揮者

### カ行
- オスカル・カウフマン - ドイツで活躍した建築家
- ペテ・カソビッツ（ピーター・カソビッツ、カッショヴィツ・ペーテル） - 映画監督。
  - マチュー・カソビッツ - 俳優・映画監督
- ケルテース（カミネル）・マノー（マイケル・カーティズ、カーティス、カーチス） - 映画監督
- フェリックス・フィリップ・カーニッツ - バルカン考古学・民俗学者
- スティーヴン・カフラー（スティーブン・クフラー） - 神経生理学者
- カポシ・モール（モーリッツ・カポシ） - カポジ肉腫の発見（キリスト教に改宗）
- ガーボル・ヴィルモシュ ＝（妻） ジョリー・ガーボル（ティレマン・ヤンチ）
ガーボル姉妹
  - ガーボル・エーヴァ（エヴァ・ガーボル）
  - ガーボル・マグダ（マグダ・ガーボル）
  - ジャ・ジャ・ガーボル（ガーボル・シャーリ） - 9人の男性と結婚を重ねた
    - フランセスカ・ヒルトン（カトリック） ＝（夫） コンラッド・ヒルトン （ヒルトン・ホテル創業者）
- ガーボル・デーネシュ（デニス・ガボール） - 物理学者
- ニコラス・カルドア - ハンガリー出身の経済学者
- カルドシュ・ジェルジ
- ガルバイ・シャーンドル - 内閣議長(1919-)
- カールマーン・イムレ（エメリッヒ・カルマン） - 作曲家
- カールマーン・トードル（セオドア・カルマン） - 物理学者・航空学者
- カパ・ローベルト（ロバート・キャパ） - 報道写真家
- エフライム・キション
- ジョージ・キューカー（ツコル・ジェルジ） - 映画監督・俳優・舞台演出家。「スタア誕生」「マイ・フェア・レディ」など
- キュルティ・ミクローシュ（ニコラス・カーティ、クルティ） - 数学者
- リリー・クラウス - ピアニスト
- グローフ・アンドラーシュ（アンドルー・グローヴ） - インテル創業者
- クンフィ・ジグモンド - 社会民主党員、教育相(1919-)
- ケストレル・アルトゥール（アーサー・ケストラー） - 作家・思想家。「真昼の暗黒」など。アシュケナージのハザール説でも有名
- ゲッレールト・オスカール - 作家
- ケメーニ・ヤーノシュ (数学者)（ジョン・ケメニー） - 数学者
- ケルテース・アンドル（アンドレ・ケルテス）
- ケルテース・イシュトヴァーン（イシュトヴァン・ケルテス） - 指揮者
- ケルテース・イムレ（イムレ・ケルテース） - 作家
- コヴァーチ・エルネー（アーニー・コヴァーチ） - コメディアン
- ジョゼフ・コズマ
- コダーイ・エンマ - コダーイ・ゾルターンの妻
- コルダ（ケッルネル）兄弟
  - コルダ・シャーンドル（アレクサンダー・コルダ、アレキサンダー・コルダ、アレグザンダー・コルダ） - 映画製作者
  - コルダ・ゾルターン
- コルダ・ジュラ（ケッルネル・ジュラ） - マラソン選手。スピリドン・ルイス参照
- ゴルトツィーエル・イグナーツ - 東洋学者・イスラム学者
- ゴルドマルク一族
  - ゴルドマルク・カーロイ（カール・ゴルトマルク） - 作曲家
  - ゴルドマルク・ペーテル（ピーター・ゴールドマーク） - 発明家
- コンラード・ジェルジ - 作家

### サ行
- サボー・イシュトヴァーン - 映画監督
- サムエリ・ティボル - ジャーナリスト。共産主義者
- フェリックス・ザルテン（ジークムント・ザルツマン）
- トーマス・サース（サス） - 心理学者
- シェベーク・タマーシュ（トーマス・A・シビーオク） - 言語学者
- シェレッシュ・レジェー - シンガーソングライター。「暗い日曜日」など
- シクローシュ・アルベルト - チェロ奏者
- シゲティ・ヨージェフ（ヨーゼフ・シゲティ） - バイオリニスト
- シック・ベーラ（ベーラ・シック）
- シュヴィンメル・ロージカ（ロジカ・シュヴィンマー） - フェミニズム運動家
- シフ・アンドラーシュ - ピアニスト
- シュタルケル・ヤーノシュ
- シュピロー・ジェルジ - 作家
- カール・シュレージンガー - 経済学者
- ショルティ・ジェルジ（ゲオルク・ショルティ） - 指揮者
- ショロシュ・ティヴァダル - エスペラント語作家
  - ショロシュ・ジェルジ（ジョージ・ソロス） - 投資家
- シラージ・ゲーザ - 印象派詩人、作家
- シラールド・レオー（レオ・シラード） - 物理学者
- アドルフ・ズーカー - 映画興行師。パラマウント映画社の創立者
- シュテイン・マールク・アウレール（オーレル・スタイン） - イギリスの探検家。
- セゲー・ガーボル(セグー) - 数学者
- セーッル・ジェルジ（ジョージ・セル） - 指揮者
- セネシュ・ハンナ(ハンナ・セネシュ) - 対ナチス・パルチザン
- セープ・エルネー - 詩人
- セルブ・アンタル - 作家
- ゼンメルヴァイス・イグナーツ - 医者
- ソモリ・デジェー（ヴァイス・モール） - 作家

### タ行
- ツィンネル・パール（パウル・ツィンナー） - 俳優・脚本家・映画監督。エリーザベト・ベルグナーの夫
- ツッカーカンドル家
  - エーミール・ツッカーカンドル
  - ヴィクトル・ツッカーカンドル
- テッレル・エデ（エドワード・テラー） - 物理学者
- デーリ・ティボル
- エルミア・デ・ホーリー - 贋作画家
- アンドレ・ドイチュ（ドイッチュ） - ハンガリー出身の出版業者。ロンドンに同名の出版社を設立
- トゥラーン・パール - 数学者
- ドナート・エデ - 音楽家
- ドラーティ・アンタル（アンタル・ドラティ）
- トラウネル・シャーンドル、アレグザンドル・トロネ（トローネ、トローネル、アレクサンドル、アレクサンダー） - プロダクション・デザイナー（映画）
- イグネイシャス・ティモシー・トレビッチ・リンカーン - 政治家、スパイ、冒険家、僧侶

### ナ行
- ナイマン・ヤーノシュ（ジョン・フォン・ノイマン） - コンピュータ発明者
- シュトフェルド＝ノルダウ・シモン・ミクシャ（マックス・ノルダウ）

### ハ行
- ハトヴァニ＝ダイチュ家 - 貴族
- ハヨーシュ・アルフレード - オリンピック選手
- バラージュ・ベーラ - 「万能人」
- バーリント・ミハーイ（マイケル・バリント）
- ハール・アルフレード（アルフレート・ハール） - 数学者
- ハルシャーニ・ヤーノシュ（ジョン・ハーサニ） - ノーベル賞
- パールトシュ・エデン - ヴィオラ教師・作曲家
- ヒルシュ・ヤーノシュ・イシュトヴァーン（ジョン・スティーヴン・ハーシュ） - カナダで活躍している舞台監督
- ビーロー・ラースロー - ボールペンの発明
- ビーロー・ラヨシュ - ハンガリーの作家（小説、劇、台本）
- ファルカシュハージ・フィッシェル・モール（モーリツ） - ヘレンド経営者
- アニー・フィッシャー
- フィッシェル・イヴァーン（イヴァン・フィッシャー） - 指揮者
- フェイェール・リポート - 数学者
- フェケテ・ミハーイ - 数学者
- フェレンツィ・シャーンドル - 心理学者
- フスカ・イェネー - 作曲家
- ハリー・フーディーニ（ヴァイス）
- フバイ・イェネー - バイオリニスト・作曲家
- ブライエル・マルツェル（マーセル・ブロイアー） - 建築家
- フランクル・ペーテル（ピーター・フランクル） - 数学者・大道芸人
- フランケル・レオー - 国際労働運動活動家
- プリツェル・ヨージェフ（ジョーゼフ・ピュリツァー） - 「新聞王」。ピューリッツァー賞創設者
- フリッツ・ライナー（レイネル・フリジェシュ）
- フリード・ヴィルモシュ（ウィリアム・フォックス） - 20世紀FOX創設者。
- エメリック・プレスバーガー - 映画監督
- フレッシュ・カーロイ（カール・フレッシュ） - ヴァイオリニスト
- ブローディ・シャーンドル
- ヘヴェシュのビシッツ家（貴族）
  - ヘヴェシ・ビシッツ・ヨハンナ
  - ヘヴェシ・ジェルジ（ゲオルク・フォン・ヘヴェシ、ジョルジュ・ド・ヘヴェシ） - 化学者
- ゲオルク・フォン・ベーケーシ - ノーベル賞
- ベッテルハイム家
  - カロリーネ・フォン・ゴンペルツ＝ベッテルハイム - ピアニスト・オペラ歌手
  - ブルーノ・ベッテルハイム（在外）
  - バーナード・ジャン・ベッテルハイム（キリスト教宣教師）
- ヘッレル・イシュトヴァーン（スティーヴン・ヘラー、シュテファン・ヘラー） - ピアニスト・作曲家・ピアノ研究家。リスト、ブラームス、ベルリオーズの友人（キリスト教に改宗）
- リヒャルト・ヘーニヒスヴァルト - 哲学者
- ベーム・ヴィルモシュ
- アブラム・ヘルシュコ（ハーシュコ、ヘルシュコー・フェレンツ） - イスラエルの科学者。ノーベル化学賞
- ヘルタイ・イェネー - 詩人
- テーオドール・ヘルツカ - 作家
- ヘルツル・ティヴァダル（テオドール・ヘルツル） - シオニズム運動提唱者
- ラウル・ボット
- ポーヤ・ジェルジ（ジョージ・ポーヤ） - 数学者
- ポラーニ家
  - ポラーニ・カーロイ（カール・ポランニー） - 経済人類学の創始者
  - ジョン・ポランニー
  - ポラーニ・ミハーイ（マイケル・ポランニー） - 科学哲学者
- ポール・アルマ（ヴァイスハウス・イムレ） - ピアニスト・作曲家

在外者に
- ポルガール・ラースロー - チェス選手の一家
  - ポルガール・ユディト（ユディット・ポルガー）
  - ポルガール・ジュジャ（スーザン・ポルガー）
  - ポルガール・ジョーフィア
- ホリチェル家（貴族）
  - ホリチェル・アルトゥール（アルトゥル・ホリッチャー）
- ポリツェル・ジェルジ（ジョルジュ・ポリツェル）
- ポリツェル・アーダーム（アーダム・ポリッツァー） - 耳科学（英語版）の創設者

### マ行
- デイヴィッド・マーティン（デチニ・ラヨシュ） - オーストラリアの作家
- マーレル・マルギット - 心理学者
- マンハイム・カーロイ（カール・マンハイム） - 社会学者
- モホイ＝ナジ・ラースロー（ラースロー・モホイ＝ナジ） - 画家
- モルナール・フェレンツ - 作家

### ヤ行
- ヤコビ・ヴィクトル - 作曲家
- ヤーシ・オスカール - 政治家

### ラ・ワ行
- ピーター・ラックス
- ラドヴァーニ・ラースロー - 社会学者。アンナ・ゼーガースの夫
- ラドノーティ・ミクローシュ
- ラパポルト・ダーヴィド（デイヴィッド・ラパポート） - 心理学者
- ラーンツォシュ・コルネール（コーネリアス・ランツォシュ） - 数学者
- リース・フリジェシュ（フリジェシュ・リース） - ハンガリー最大の数学者の一人
- リース・マルツェル（マルツェル・リース、マルセル） - 数学者
- リヒテル・ヤーノシュ（ハンス・リヒター）
- ルカーチ・パール（ポール・ルーカス） - 俳優
- ルカーチ・ジェルジ（ゲオルク・ルカーチ） - 哲学者・文学史家。マルクス主義者。キリスト教に改宗
- レイネル・フリジェシュ（フリッツ・ライナー）
- レメーニ・エデ - バイオリニスト。「ハンガリー舞曲」原曲提供者
- レーニ・アルフレード - 数学者
- レンジェル・メニヘールト（メルヒオール・レンジェル） - 作家。「ニノチカ」「中国の不思議な役人」など（キリスト教徒）
- ロージャ・ミクローシュ - 作曲家
- ロージャヴェルジ・マールク - 作曲家。チャールダーシュの用語の創始者
- ルードルフ・ロータル - 作家
- ローヘイム・ゲーザ（ゲーザ・ローハイム） - 精神科医・人類学者
- ヴルム・イシュトヴァーン・アードルフ（スティーヴン・ワーム） - 言語学者

数学者はMatematikus参照

## 旧ハンガリー領
List of famous Hungarians who were born outside of present-day Hungary を参照

### 現在のブルゲンラント州
Kategorie:Person (Burgenland)も参照
- アルマーシ伯爵家
  - アルマーシ・ラースロー - 教育家

（音楽家アルマーシ・ラースローとは別人）
- ヨーゼフ・ヴァイグル - 作曲家
- エステルハージ家
- キタイベル・パール
- ユーリウス・ドイチュ - ユダヤ系のオーストリアの政治家
- ヨーゼフ・ヒルトル - 解剖学者
- ファルカシュ・ジュラ (言語学者) - フィン・ウゴル言語学・文学史家
- マリア・ペルシー - 映画女優
- ヨーゼフ・ヨアヒム - ヴァイオリン奏者。ユダヤ系
- リスト家
リスト・フェレンツ（フランツ・リスト） - 作曲家。ドイツ系
フランツ・フォン・リスト（在外）

### 現在のチェコ領
- ジョイ・アダムソン - ノンフィクション作家。芸術家でナチュラリストとしての一面を持つ。旧姓名はフリーデリケ・ヴィクトリア・ゲスナー (Friederike Victoria Gessner)

### 現在のスロヴァキア領
- ヴァーンベーリ・アールミン（アルミニウス・ヴァーンベーリ） - 東洋学者・言語学者。ユダヤ系
- オスカル・エーヴァルト - 哲学者
- エンドリヒェル・イシュトヴァーン・ラースロー（シュテファン・エントリッヒャー） - 植物学者・言語学者
- テーオドール・ケルナー - オーストリア大統領
- コッシュト・ラヨシュ（ラヨシュ・コッシュート） - スロヴァキア系の家系
  - コッシュト・フェレンツ
- コルンフェルド・ジグモンド - 銀行家。ユダヤ系
- フランツ・シュミット - 作曲家
- ベンヤミン・ソルド（ベンジャミン・ソルド） - ラビ
  - ヘンリエッタ・ソルド（アメリカ出身）
- ハンス・ノイジードラー - リュート奏者・作曲家
- ファイト・バッハ - バッハ一族の祖先（ただし父親はドイツ出身）
- ツィンカ・パンナ
- バラッシ・バーリント（バラッシャ・バーリント）
- マルチナ・ヒンギス
- ザームエル・フィッシャー - ドイツの「S・フィッシャー書店」の創設者
- ヨハン・ネポムク・フンメル - 作曲家
- ベッテルヘイム・ベルナート・ヤーノシュ（バーナード・ジャン・ベッテルハイム、伯徳令） - イギリス海軍琉球伝道会宣教師。ユダヤ系（キリスト教に改宗）
- モーリス・ベニョフスキー（ベニョフスキ・モーリツ） - スロヴァキア系の家系
- ラーコーツィ・フェレンツ2世
- フィリップ・レーナルト
- レハール・フェレンツ（フランツ・レハール） - 作曲家
- マーライ・シャーンドル - 作家。ザクセン人
- テオドール・エードラー・フォン・レルヒ
- ピーター・ローレ - 俳優。ユダヤ系
その他、エステルハージ家、ナーダジュディ家、バッチャーニ家、アンドラーッシ家、ユダヤ系のポラーニ家など多くの貴族がこの地の発祥であり、ヨーカイ (Jókai)、フンファルヴィ (Hunfalvy)、シャーロシ (Sárosi)、ドホナーニ (Dohnányi)、マーンドキ (Mándoki)、ジョルナイ (Zsolnay)、ジリンスキ (Zsilinszky)、レーヴァイ (Lévai)など良く知られている多くの姓も、すべてこの現在スロバキアとなっている地の発祥である。

### 現在のウクライナ領（ザカルパチア）
ウクライナ人の一覧も参照
- ユーリー・ヴェネーリン
- ミヒャエル・フォン・ムンカーチ（ムンカーチ・ミハーイ） - 画家。ユダヤ系

### 現在のルーマニア領（マラムレシュ、クリシャナ、バナート、トランシルヴァニアなど）
Category:Transylvanian Saxons（トランシルバニア・ザクセン人）, Category:Natives of Transylvania, Kategorie:Personen in Siebenbürgen 参照
- アディ・エンドレ - 作家
- アパフィ家
  - アパフィ・ミハーイ1世
- ヴァルド・アーブラハーム（アーブラハム・ヴァルト、ウォールド） - 数学者。ユダヤ系
- ヴェッシェレーニ家
  - ヴェッシェレーニ・ミクローシュ
- ルドルフ・ヴァーグナー＝レーゲニ - 作曲家。ザクセン人
- エリー・ヴィーゼル（ヴィーゼル・エリエゼール） - マラムレシュのユダヤ人。作家・平和運動家。「夜・夜明け・昼」など
- ヴェレッシュ・シャーンドル
- ヘルマン・オーベルト - トランシルヴァニアのドイツ植民者
- ヴィルヘルム・クライン - バナート出身の考古学者
- クルターグ・ジェルジ - 作曲家
- クン・ベーラ（ベーラ・クーン） - 政治家。共産主義者。ユダヤ系
- ケーレシ・チョマ・シャーンドル - 東洋学者・冒険家。セーケイ人
- コーシュ・カーロイ - 建築家
- サポヤイ・ヤーノシュ（ザーポヤ・ヤーノシュ）
- セーケイ・ベルタラン
- オスカル・ヴァルター・ツィゼク - ドイツ語作家。ドイツ人
- ヴラド・ツェペシュ
- テーケーシュ・ラースロー
- テレキ家
  - テレキ・パール - 政治家。セーケイ人
- アーノルド・ハウザー - 美術史家。ユダヤ系
- バクファルク・バーリント - 作曲家
- オスカー・パスチオ（オスカル・パスチョル） - 文学者。トランシルヴァニアのドイツ植民者
- ヴィクター・L・バーガー - アメリカの政治家
- ジョー・パスターナク
- アルバート・ラズロ・バラバシ - セーケイ人村出身の物理学者
- フロレスク家 - 貴族
  - ジョージ・フロレスク
  - ラドゥ・フロレスク - 歴史学者（著名なドラキュラ（ヴラド・ツェペシュ）研究者）
  - ジョン・フロレスク- テレビプロデューサー
- バルトーク・ベーラ（ベーラ・バルトーク） - 作曲家
- フニャディ・ヤーノシュ - 政治家
- ブラッシャイ（ブラッサイ、ブラサイ） - 写真家。ユダヤ系
- ベトレン家 - 貴族
  - ベトレン・イシュトヴァーン - 政治家
  - ベトレン・ガーボル - トランシルヴァニア侯
- ヴィルヘルム・ゲオルク・ベルガー - 作曲家。ザクセン人
- フランツ・ホジャク - ドイツ語作家。ドイツ人
- ファルカシュ・ボヤイ（ボヤイ・ファルカシュ、ヴォルフガング） - 数学者。セーケイ人
  - ヤーノシュ・ボヤイ
- ヨハネス・ホンテルス - 宗教改革者。トランシルヴァニアのドイツ植民者
- マーティン・ムンカッチ（ムンカーチ・マールトン） - 写真家。ユダヤ系
- メゼーケヴェシュディ＝ウーイファルヴィ・カーロイ - 言語学者。東方を旅行した
- メッシェンデルファー家 - ドイツ人の一族
  - アードルフ・メッシェンデルファー
  - ハラルト・メッシェンデルファー
- フランツ・ヨーゼフ・ミュラー・フォン・ライヒェンシュタイン - 化学者
- ラカトシュ・イムレ - 哲学者。ユダヤ系
- リゲティ・ジェルジ（ジェルジ・リゲティ） - 作曲家。ユダヤ系
- ベラ・ルゴシ - 映画俳優
- イブラヒム・ミュテフェッリカ - オスマン朝の官人・外交官。イスラム教に改宗したハンガリー人
- ニコラウス・レーナウ - 詩人。バナートのドイツ植民者
- シュテファン・ルートヴィヒ・ロート - 作家・政治家。トランシルヴァニアのドイツ植民者
- ジョニー・ワイズミュラー（ヴァイスミュレル・ヤーノシュ、ヨハン・ヴァイスミュラー） - 映画俳優。バナートのドイツ植民者

Kategorie:Personen in Siebenbürgen （トランシルバニアの人物）、Kategorie:Fürst （トランシルバニア元首の一覧）も参照

### 現在のセルビア・モンテネグロ領
ヴォイヴォディナも参照
- パウル・アブラハム（アーブラハーム・パール） - 作曲家。ユダヤ系
- ダニロ・キシュ - 小説家。ユダヤ系
- ストーヤイ・デメ - 政治家
- モニカ・セレス（モニカ・セレシュ、セレシュ・モーニカ） - テニス選手
- ラーコシ・マーチャーシュ（マーチャーシュ・ラーコシ） - 政治家。ユダヤ系

### 現在のクロアチア領
クロアチア人の一覧も参照
- ルドルフ・シュタイナー - 思想家。ドイツ人
- ズリーニ家
- チークセントミハーイ・ミハーイ（ミハイ・チクセントミハイ） - 心理学者。
- ホルヴァート・エデン

## ハンガリーで活躍した人物
- ラビ・メイール・アミーゴ
- イェフダー・アルカライ
- ガンツ・アーブラハーム
- アドリアン・ヴィラールト
- ザムゾン・ヴェルトハイマー - 首席ラビ
- ギュスターヴ・エッフェル
- ザムエル・フリードリヒ・カプリコルヌス
- 聖ゲッレールト
- サヴォイ・イェネー
- フランツ・シューベルト
- イグナーツ・ツィーグラー
- ディッタースドルフ
- ピエール・ド＝ラ＝リュー
- フランツ・ヨーゼフ・ハイドン
- ミヒャエル・ハイドン
- ブデンツ・ヨージェフ - 言語学者
- ゲオルギウス・ブランドラータ（ジョルジョ・ビアンドラータ） - トランシルバニア・ポーランドにおけるユニテリアン派の始祖
- ラウル・ワレンバーグ（ヴァッレンベリ）
- ハンス・ケスラー - ドイツ出身の音楽家
- ユゼフ・ベム

## 人間以外
- キンチェム（競走馬）

## 在外ハンガリー人、ハンガリー系移民
List of people of Hungarian origin 参照

### ア行
- アミール・D・アクゼル（アツェール） - 科学者
- シュターッレル・イロナ - ハードコア・ポルノ女優を経てイタリア下院議員などを歴任。「チッチョリーナ」の芸名で知られている。
- アンドリュー・G・ヴァイナ - 映画プロデューサー。ブダペスト出身
- マイケル・ヴァルタン
- キング・ヴィダー - 映画監督
- シャルル＝マリー・ヴィドール
- トマス・ウィファルシ - モラヴィア出身のハンガリー人のサッカー選手
- デブラ・ウィンガー - ハンガリー系ユダヤ人
- アンディー・ウォーホル - 父親がルテニア人の移民
- ザ・ウルフマン - プロレスラー
- アルベルト・エーレンシュタイン - ウィーン出身の詩人・作家。ハンガリー系ユダヤ人

### カ行
- トニー・カーチス - ハンガリー系ユダヤ人
- ジェイミー・リー・カーティス
- マイケル・カーティス - 映画監督。ブダペスト出身
- E・L・カニグズバーグ - ハンガリー系ユダヤ人
- アンドレア・ガボール
- アントーン・カラス
- ハンス・ガール - 作曲家
- グスタフ・ジークムント・カールノキ
- フリーダ・カーロ - 父親がハンガリー系ユダヤ人
- アントン・キュルティ - オーストリアのピアニスト
- カーチ・キライ
- スージー・クアトロ
- ウィリアム・クライン - 写真家、映画監督
- ケビン・クラニー
- ユリ・ゲラー
- ジョン・フォーブズ・ケリー - 母方の祖先のレーヴェ（Loewe）家がハンガリー出身
- マーチャーシュ1世 - ハンガリー王。
- コヴァーチ・ラースロー（ラズロ・コヴァーチ、レスリー・コヴァーチ） - カメラマン

### サ行
- ポール・サイモン - 歌手。ハンガリー系ユダヤ人
- ジョー・ザヴィヌル
- ニコラ・サルコジ - フランスの政治家
- ジェリー・サインフェルド - 俳優。シットコム・となりのサインフェルド で活躍
- ジグモンド・ヴィルモシュ（ヴィルモシュ・ジグモンド） - カメラマン
- アルノルト・シェーンベルク - 作曲家。ハンガリー系ユダヤ人。
- リヒャルト・ジグモンディ - ノーベル賞。ユダヤ系
- ジンギスカン
- エルビス・ストイコ
- ハンス・フォン・セリエ - 化学者。ユダヤ系

### タ行・ナ行
- フランク・ダラボン
- ルー・テーズ - 父親マーティン・テーズ (Martin Thesz) らとともにハンガリーからアメリカ合衆国へ移民
- フランツ・テーオドール・チョコル
- アルブレヒト・デューラー
- アンドレ・ド・トス
- フランツ・ドップラー
- ゲオルク・トラークル - 父親がバナートのドイツ植民者
- ポール・ニューマン
- マーク・ノップラー

### ハ行
- フランツ・ヨセフ・ハイドン - 祖父がブルゲンラント州出身（クロアチア系という説もある）
- ジョージ・パタキ - ニューヨーク州知事
- ローベルト・バーラーニ - ノーベル賞。ユダヤ系
- レスリー・ハワード - ハンガリー系ユダヤ人
  - ロナルド・ハワード
- カール・ファルカシュ - オーストリアのカバレッティスト
- フィリップ・ファーカス - アメリカのホルン奏者
- ルートヴィヒ・フォン・ベルタランフィ
- ミルトン・フリードマン - ハンガリー系ユダヤ人。ノーベル経済学賞
- エイドリアン・ブロディ

### マ行・ラ行・ワ行
- ニコラス・マスー
- ロリン・マゼール
- ローベルト・ムシル - 祖父がテメシュヴァール出身
- パウリーネ・メッテルニヒ
- アンドリュー・モラフチーク
- トニー・ラズロ
- ラデツキー家- トランシルバニア系の貴族
ヨーゼフ・ラデツキー
- アンドリュー・ロス - アメリカの左翼ジャーナリスト
- エステ・ローダー - ハンガリー系ユダヤ人
- レイチェル・ワイズ - イギリスの女優。ハンガリー系ユダヤ人
- ミッシェル・ワイルド - アメリカの女優

## 祖先がハンガリー出身
- ウンガー姓の人
  - デボラ・カーラ・アンガー
- ウンガル姓の人
  - ヘルマン・ウンガル - ボヘミアのユダヤ系ドイツ語作家
- ウンゲラー姓の人
  - トミー・ウンゲラー
- その他
  - ヴェンゲーロフ姓の人

マクシム・ヴェンゲーロフ - ヴァイオリニスト
- ジュゼッペ・ウンガレッティ

## 外国語版、外部リンク
- ブダペシュト出身者の一覧 Liste der Söhne und Töchter von Budapest
- Életrajzok listája
- Kategória:Személyek
- Magyar Életrajzi Lexikon
- thehungarypage.com
- - Híres magyarok - MiMi.hu
- 知られざる思想家たち - ウェイバックマシン（2004年3月26日アーカイブ分）
- Hungarian-Composers.com
- Hungary - Record International Players(Football)